# Kista (metropolitana di Stoccolma)
Kista è una stazione della metropolitana di Stoccolma.
La fermata è situata presso l'omonimo quartiere, a sua volta incluso sul territorio della circoscrizione di Rinkeby-Kista. La stazione è posizionata sul percorso della linea blu T11 della rete metroviaria locale, tra le fermate Hallonbergen e Husby. Tuttavia tra Hallonbergen e la stessa Kista giace la stazione fantasma di Kymlinge, mai operativa a causa del mancato completamento dei lavori di costruzione.
La stazione di Kista venne aperta ufficialmente il 5 giugno 1977, così come le altre fermate incluse nel tratto che va da Hallonbergen all'attuale capolinea di Akalla.
La piattaforma è sopraelevata in superficie, parallela al viale Danmarksgatan nei pressi del centro commerciale Kista Galleria. La progettazione della stazione fu curata dagli architetti Michael Granit e Per H. Reimers, mentre dal 1980 è esposta una scultura dell'artista Lars Erik Falk, il quale fu anche responsabile della colorazione dell'intera stazione.
L'utilizzo medio quotidiano durante un normale giorno feriale è pari a 16.600 persone circa, cifra condizionata anche dalla presenza in zona di importanti aziende operanti nel campo tecnologico come ad esempio Ericsson, che dal 2003 ha stabilito il suo quartier generale proprio a Kista.

## Tempi di percorrenza
| Linea | Capolinea       | Tempo  | Stazione                               | Tempo                |
| T11   | Akalla          | 4 min  | Västra skogen Fridhemsplan T-Centralen | 10 min 14 min 17 min |
| T11   | Kungsträdgården | 19 min | Västra skogen Fridhemsplan T-Centralen | 10 min 14 min 17 min |

## Galleria d'immagini

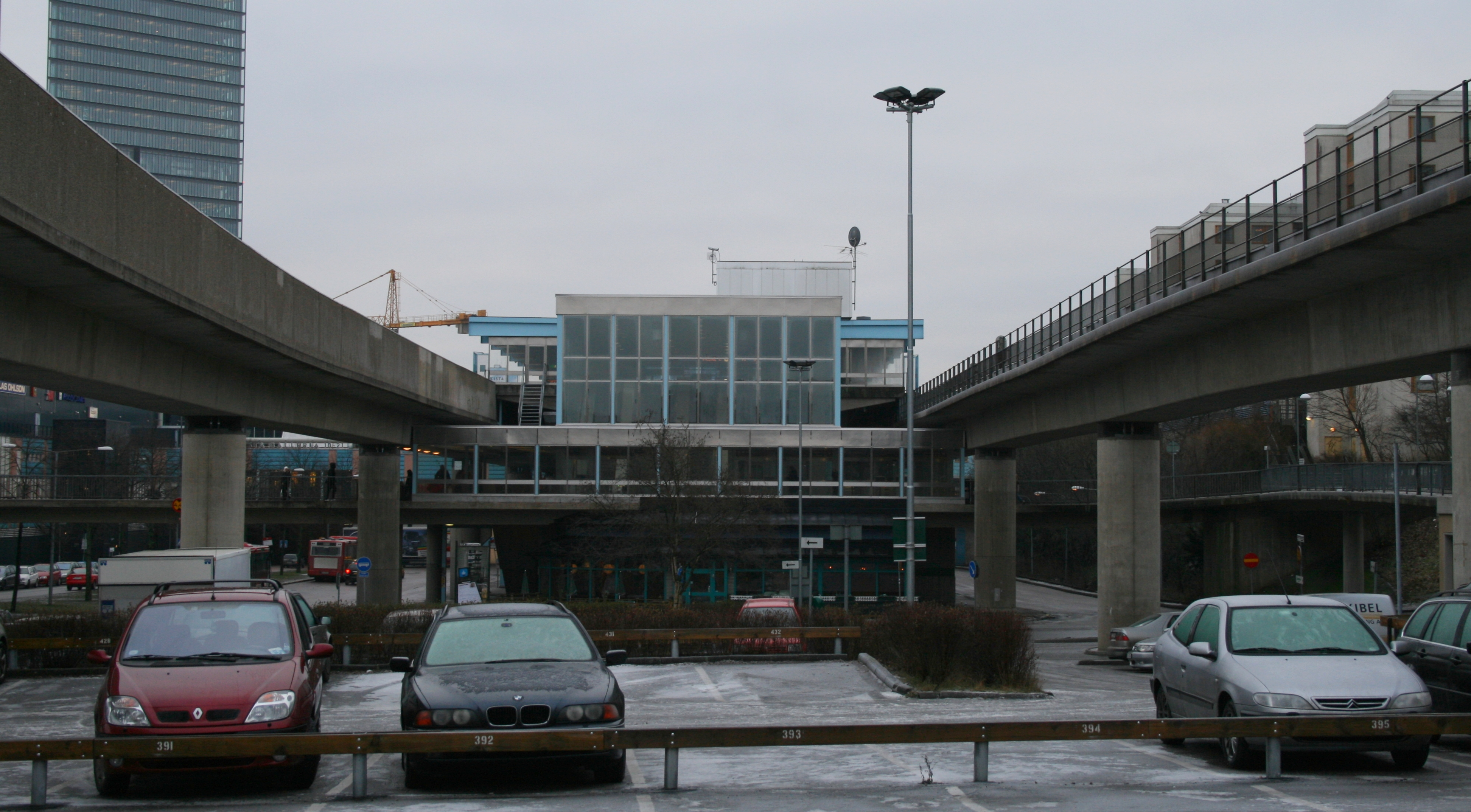
Esterno della stazione
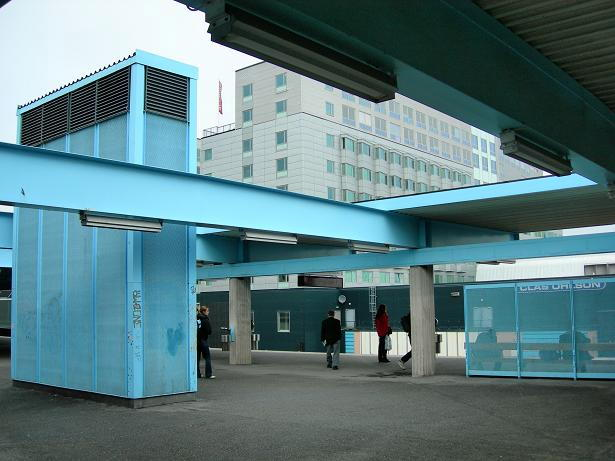
La stazione nel 2005